# Hieracium macrocarpum
Hieracium macrocarpum es una especie de planta con flor del género Hieracium, de la familia Asteraceae, orden Asterales.

## Distribución
Hieracium macrocarpum se distribuye por Escocia.

## Taxonomía
Fue descrita científicamente por Pugsl.